# Dieter Kalt
Dieter Kalt, född 26 juni 1974 i Klagenfurt i Österrike, är en österrikisk före detta ishockeyspelare som avslutade sin karriär i Klagenfurt AC i Österreichische Eishockey-Liga. Dieter Kalt spelade för Färjestads BK i Elitserien mellan 2001 och 2004. Åren 2006 till 2009 spelade han för EC Red Bull Salzburg. Han spelade även för Luleå hockey våren 2009.

## Karriär
Dieter Kalt inledde sin professionella hockeykarriär i Klagenfurt AC som 16-åring i den österrikiska högstadivisionen Österreichische Eishockey-Liga 1990. Efter sex säsonger i Klagenfurt gick han över till det tyska hockeylaget Adler Mannheim säsongen 1996-97 där han spelade två säsonger. Han spelade återigen för Klagenfurt säsongen 1998-99 och noterades för 59 poäng på 50 spelade matcher. Mestadels av säsongen 1999-00 tillbringade han i den nordamerikanska hockeyligan IHL för klubben Long Beach Ice Dogs. Inför säsongen 2001-02 värvades Kalt från Kölner Haie till det svenska elitserielaget Färjestads BK. Han gjorde sammanlagt tre säsonger i klubben och vann ett SM-guld.